# Nærøy
Nærøy este o comună din provincia Nord-Trøndelag, Norvegia.